# Persecution Mania
Persecution Mania ist das zweite Studioalbum der deutschen Thrash-Metal-Band Sodom. Es ist das erste Album mit dem späteren Kreator-Gitarristen Frank Blackfire und erschien im Dezember 1987 bei Steamhammer/SPV.

## Entstehung
Nach den Aufnahmen zum vorhergehenden Album Obsessed by Cruelty hatte Gitarrist Michael „Destructor“ Wulf die Band verlassen und war durch Frank Blackfire ersetzt worden, der erstmals auf der Mini-LP Expurse of Sodomy zu hören ist. Mit Persecution Mania änderte Sodom das Konzept weg von Texten mit okkultem Inhalt, zugleich bezeichnete Tom Angelripper das Album als Geburtsstunde des Bandmaskottchens Knarrenheinz. Aufgenommen wurde das Album im Berliner MusicLab Studio, produziert von Harris Johns. In Bombenhagel ist ein Teil der deutschen Nationalhymne zu hören, was nach Aussage von Tom Angelripper lediglich zum Ausdruck bringen solle, dass die Gruppe aus Deutschland komme. Die Musiker wurden als Faschisten bezeichnet, was Angelripper mit dem Hinweis zurückwies, dass Deutsche mit solchen Aussagen generell Probleme hätten und dass sich in den Texten von Sodom keine politischen Meinungen fänden. Bei späteren Liveaufführungen wurde der Teil mit der Nationalhymne durch die Europahymne ersetzt. Das Stück Iron Fist ist eine Coverversion eines Liedes von Motörhead.

## Kritiken
Das Magazin Guitar World setzte das Album 2009 auf seine Liste der „15 für den Death Metal wichtigsten Alben“ und schreibt, dass das Album überraschend gezeigt habe, dass Sodom es bereits beim zweiten Album gelernt habe, sehr intensive Lieder zu schreiben und bezeichnet Persecution Mania als eine der Sternstunden des „teutonischen“ Metals. Eduardo Rivadavia von Allmusic sieht das Album am Scheideweg zwischen Thrash- und Death Metal, auch er hält es für das beste in der Karriere der Band. Das Musikmagazin Rock Hard sah in einem zeitgenössischen Review das Album als Teil eines „auffälligen Qualitätsanstieg[s]“ in der deutschen Thrash-Metal-Szene und von Bands wie Destruction, Tankard und Kreator, der auf der vorangegangenen EP eingeschlagene Weg der Besserung zeige sich insbesondere bei Stücken wie Nuclear Winter, Christ Passion und Bombenhagel. Im Metal Hammer urteilte Tom Lubowski retrospektiv, Sodom hätten mit Persecution Mania in mehrerer Hinsicht neue Wege beschritten: „Statt Destructor sorgt nun Frank Blackfire für die drückenden Gitarreninfernos; die Band selbst bekommt mit dem Knarrenheinz ein eigenes Bandmaskottchen. Auch der amateurhaften Produktion sagen Sodom Lebewohl: Kein Proberaum-Sound mehr, sondern Star-Produzent Harris Johns dreht an den Reglern.“ Zudem lobte Lubowski den spieltechnischen Fortschritt der Band: „PERSECUTION MANIA lässt Sodom schnurstracks in Richtung Speerspitze des deutschen Thrash Metal marschieren.“

## Titelliste
1. Nuclear Winter – 5:23
2. Electrocution – 3:14
3. Iron Fist – 2:43
4. Persecution Mania – 3:38
5. Enchanted Land – 3:59
6. Procession to Golgatha – 2:01
7. Christ Passion – 6:11
8. Conjuration – 3:42
9. Bombenhagel – 5:08

Bonustitel der CD-Version
- Outbreak of Evil – 3:32
- Sodomy and Lust – 5:13
- The Conqueror – 3:29
- My Atonement – 6:04